# Mateo Anguiano Nieva
Mateo Anguiano Nieva  (n. Anguiano (La Rioja), 1649; m. Madrid, 1726) fue un religioso, historiador, procurador, misionólogo y escritor capuchino de España, cuyo nombre de pila era el Juan García Infanzón, siendo el primero su nombre de profesión.
Fue escritor de multitud de obras, siendo su libro más famoso el titulado Compendio Historial de la provincia de La Rioja, de sus santos y milagrosos santuarios, publicado en 1701.
Nació en el año 1649 y fue monje del monasterio de Valvanera, sito en Anguiano, su localidad de nacimiento. Se integró en la Orden de los Hermanos Menores Capuchinos en 1673, a la que pertenecería hasta su fallecimiento. 
Más tarde sería guardián de los conventos de Alcalá de Henares y Toledo, se le considera uno de los más eruditos entre los monjes de su comunidad.
Viajó por orden de su congregación a América para llevar a cabo su misión evangelizadora y apostólica.
Estudioso de la historia de La Rioja, era conocedor de los monumentos religiosos situados en las poblaciones de toda la región.

## Obras
- Disciplina monástica para el uso de los menores capuchinos de las dos Castillas. 1677
- Misiones de la Isla de la Trinidad. 1702
- Misión apostólica Maracaitense, con la compendiosa relación de la vida del veneralbel Fray Gregorio de Ibi, capuchino. 1702
- Vida del venerable siervo de Dios fray Francisco de Pamplona, lego capuchino. 1704
- De los santos y de los admirables santuarios de la provincia de España que llaman Rioja. También conocido como Compendio Historial de la Provincia de La Rioja. 1701
- Epítome Historial de la conquista religiosa del Imperio de Abisinia en Etiopía. 1706
- El Paraíso en el desierto (conocido como Historia del Convento del Pardo). 1713[3]